# Glory (film 1917)
Glory è un film del 1917 diretto da Francis J. Grandon e da Burton L. King. Sceneggiato da Aaron Hoffman, era interpretato da Max Dill e Juanita Hansen nel ruolo della protagonista Glory.

## Trama
Strong, un magnate del petrolio, scopre che, all'insaputa dei suoi abitanti, la cittadina di Glory si trova proprio sopra un ricchissimo giacimento petrolifero. Si premura, quindi, di acquisire i diritti sulla zona, aiutato da Richard Graham, un avvocato di pochi scrupoli. Questo, mentre si trova a Glory, conosce June, una ragazza del posto. I due simpatizzano e si innamorano, finendo per sposarsi. Ma il matrimonio non dura a lungo: un giorno Graham, dopo una scena molto cruda in cui lo si vede picchiare selvaggiamente la ragazza, pianta la moglie incinta, che resta sola e abbandonata. Quando mette al mondo la sua creatura, June si rende conto che non potrà tenerla con sé e allora decide di lasciarla davanti alla porta dell'albergo locale. I due proprietari, Mike e Louis, quando vedono la piccola, si inteneriscono e decidono di tenerla con loro, allevandola come una figlia: la chiameranno Glory.
Gli anni passano: Glory è cresciuta, è diventata una bella ragazza ed è corteggiata da Tom Strong, il figlio del ricco petroliere. Strong padre, intanto, decide che è ormai giunto il momento di far fruttare il ricco giacimento di Glory. Ma quando gli abitanti vengono a sapere del suo piano, gli si rivoltano contro: tutta la città si coalizza contro Strong che ricorre allora al suo vecchio amico Graham, diventato, nel frattempo, giudice del tribunale.
Graham ricusa le ragioni della gente di Glory e dà ragione a Strong. Ma, Tom riesce a mettere le mani sopra alcuni documenti che rivelano i maneggi del padre. Strong e Graham devono ritornare sui propri passi: la città ha vinto e adesso Tom e Glory possono sposarsi e vivere tranquilli e felici.

## Produzione
Il film fu la prima produzione della M.L.B. Film Company.

## Distribuzione
Uscito nelle sale il 15 gennaio 1917, il film fu distribuito dall'Unity Sales Corp.